# Thomas Sumter
Thomas Sumter (Contea di Hanover, 14 agosto 1734 – Stateburg, 1º giugno 1832) è stato un politico e generale statunitense.
Fu eletto alla camera dei rappresentanti ed al Senato dove restò in carica dal 1801 al 1810 quando diede le dimissioni. Sumter era soprannominato "Carolina Gamecock", per il feroce stile di combattimento e per l'attacco ai soldati britannici dopo che gli avevano bruciato la casa durante la guerra d'indipendenza americana.

## Gioventù
Thomas Sumter nacque nella contea di Hanover, colonia della Virginia. Il padre William Sumter era un immigrato gallese che gestiva una segheria. Doo aver ricevuto un'istruzione elementare, Sumter si arruolò nella milizia della Virginia.

## Spedizione Timberlake

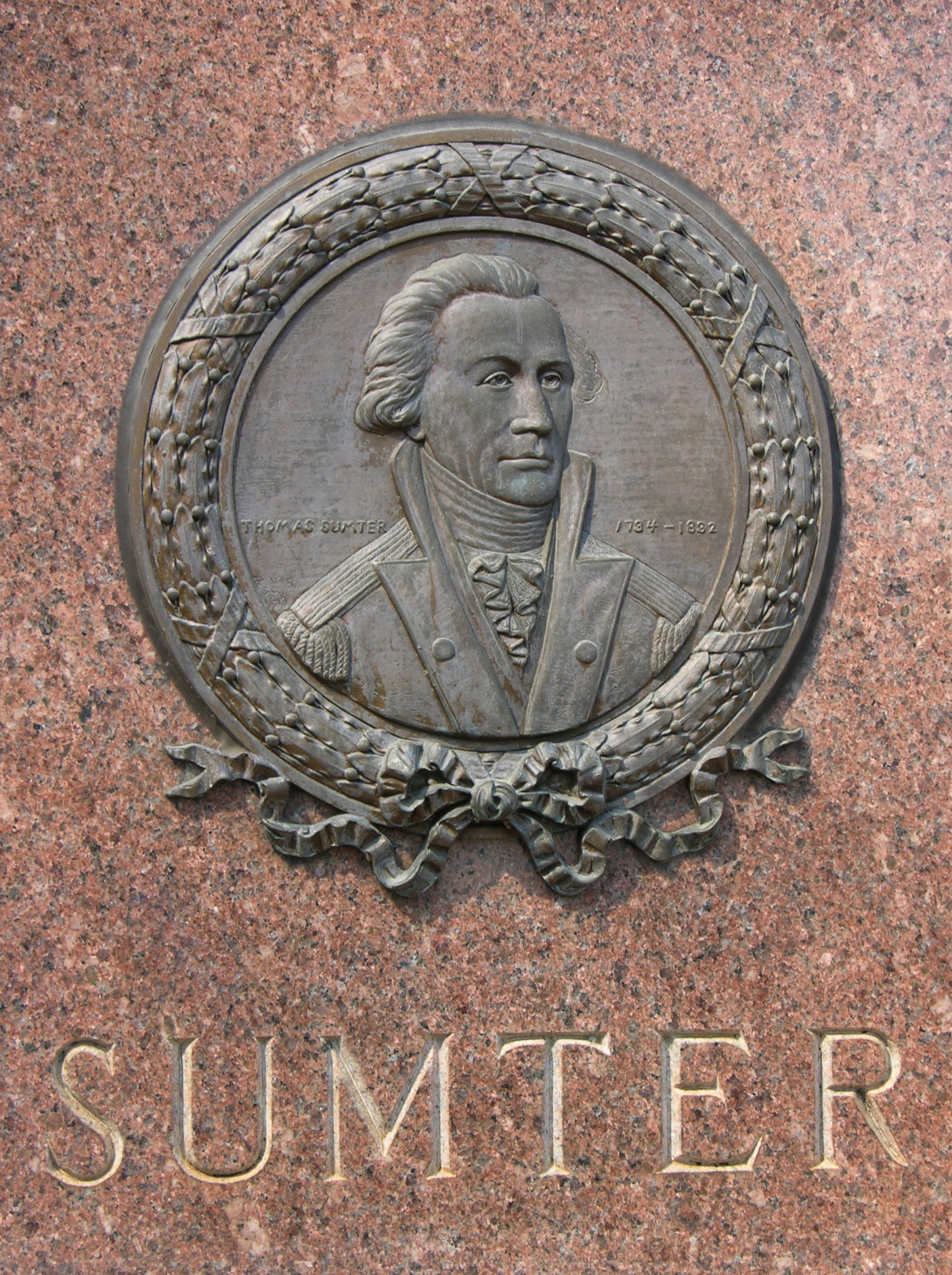
Targa dedicata a Thomas Sumter presso il parlamento della Carolina del Sud

Nel 1761 Sumter fu invitato ad unirsi ad un spedizione (nota come spedizione Timberlake) organizzata dal colonnello Adam Stephen per visitare la Overhill Cherokee (nell'odierno Tennessee) e verificare che la guerra con i Cherokee si era conclusa in tutta la Virginia. Stephen diede il comando della spedizione a Henry Timberlake, che si offrì volontariamente per l'incarico. Timberlake fu accompagnato dall'allora sergente Sumter, da un interprete di nome John McCormack e da un servitore sconosciuto. Il gruppo acquistò una canoa e provvigioni per dieci giorni con soldi prestati da Sumter. Il progetto era di seguire il fiume Holston fino alla confluenza con il French Broad, per poi procedere fino al Little Tennessee dove si trovavano le città Overhill.
Il gruppo di Timberlake partì da Long Island il 28 novembre 1761. Le stranamente basse acque dell'Holston ne rallentarono il viaggio, dato che dovettero trascinare in secca la canoa e portarla più volte a mano. Dopo molti giorni terminarono le provviste, ma McCormack riuscì ad uccidere un orso ottenendo carne per molti giorni. Attorno al 7 dicembre il gruppo esplorò una grotta piena di stalattiti situata approssimativamente 15 metri metri sopra il fiume. Timberlake descrisse la nuotata di Sumter in circa un chilometro di acque ghiacciate per recuperare la canoa sfuggita durante l'esplorazione della grotta.
Il 13 dicembre la spedizione raggiunse una serie di cascate che Timberlake chiamò "Great Falls". Il gruppo impiegò un giorno a superare le cascate per poi trovare ghiacciato il fiume al di sotto. Il ghiaccio li rallentò ulteriormente, ma le piogge della notte del 14 dicembre sciolse il ghiaccio, e la spedizione oltrepassò la foce dell'Holston (nell'attuale Knoxville) raggiungendo quello che oggi è noto come fiume Tennessee il 15 dicembre.

### Overhill
La spedizione seguì il Tennessee. Il gruppo di cacciatori guidato dal Cherokee Cacciatore di Schiavi incontrò il gruppo nei pressi della foce del Little Tennessee, e fornì alla stanca spedizione rifornimenti di "cervo essiccato e mais bollito". Il giorno dopo Cacciatore di Schiavi guidò la spedizione lungo il Little Tennessee, nonostante la spedizione facesse fatica a tenere il passo, tanto che Timberlake disse: "le mie mani erano tanto rovinate da sanguinare, e quando ripartimmo la mattina dopo non ero quasi in grado di reggermi ad un palo". La spedizione Timberlake giunse il 20 dicembre alla città Overhill di Tomotley dove furono ben accolti dal capo Ostenaco.
Dopo aver passato molti giorni a Tomotley ospiti di Ostenaco, ripartirono per la principale città Overhill di Chota dove si erano riuniti molti capi per il gran consiglio. Ostenaco tenne un discorso e seppellì cerimoniosamente un'ascia di guerra per simbolizzare la pace tra inglesi e Cherokee. Timberlake fumò il calumet della pace con i capi indiani. Lo descrisse nelle sue memorie come "molto spiacevole", ma rispettò il rituale dei nativi.
Il gruppo ripartì verso sud fino a Citico, dove Timberlake fu accolto con una danza cerimoniale da 400 Cherokee. Timberlake raccontò che i danzatori erano "dipinti ovunque in maniera orribile" e che "danzarono con movimenti molto strani". Il capo Cheulah offrì a Timberlake una collana di perline ed accese un altro calumet. Fumare di continuo fece ammalare Timberlake tanto che "non poté muoversi per ore". Il giorno dopo Timberlake e Ostenaco si recarono a Chilhowee, la seconda più meridionale delle città Overhill sulla mappa di Timberlake, dove capo Yachtino organizzò una cerimonia di pace simile a quella di Citico.

### Ritorno in Virginia

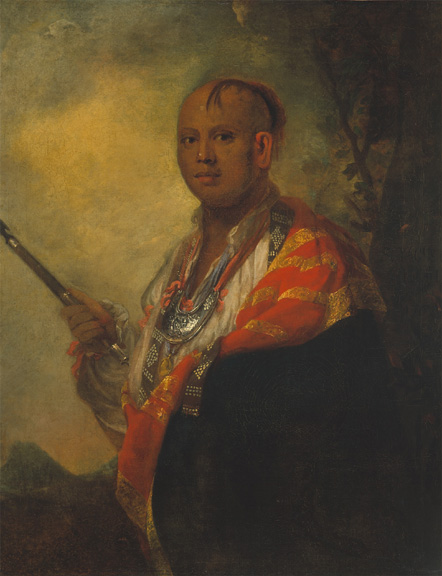
Ritratto di Ostenaco (Sir Joshua Reynolds; 1762)

Completato il lavoro, il gruppo fece ritorno a Tomotley con Ostenaco il 2 gennaio 1762. Timberlake passò le successive settimane a studiare i Cherokee prendendo appunti per la sua mappa della terra degli Overhill. Alla fine di gennaio giunsero voci di nuove frizioni con tribù rivali a nord. Nonostante si sia dimostrato che le voci si basavano su incomprensioni, Timberlake divenne ansioso e implorò Ostenaco di guidarli fino alla Virginia. Ostenaco accettò malvolentieri, ed il gruppo partì il 10 marzo 1762. Poco prima della partenza Timberlake assistette al ritorno cerimoniale di un gruppo di guerrieri guidati da Willinawaw. Il gruppo cantò "la canzone di guerra" e piantò un palo pieno di scalpi nei pressi della porta del consiglio.
La spedizione Timberlake decise di fare ritorno viaggiando via terra, avendo acquistato cavalli dai Cherokee. Ostenaco, accompagnato da centinaia di guerrieri Cherokee, guidò Timberlake a nord lungo quello che oggi è chiamato Great Indian Warpath, seguendo le pendici occidentali degli Appalachi. L'11 marzo il gruppo giunse nel villaggio abbandonato di Elajoy lungo il Little River nell'attuale Maryville ed attraversò il fiume French Broad il giorno dopo. Una settimana dopo raggiunsero Fort Robinson che la guarnigione di Stephen aveva abbandonato lasciandovi una gran quantità di farina. La spedizione partì da Long Island-on-the-Holston il 22 marzo dirigendosi a nord verso un campo militare abbandonato. Timberlake scoprì con disappunto che i suoi averi erano stati rubati da un tronco. Il gruppo giunse infine a Williamsburg all'inizio di aprile.

## Visita a Londra
Mentre si trovavano a Williamsburg Timberlake ed Ostenaco parteciparono ad una festa serale presso il college di William e Mary dove Ostenaco disse di desiderare un incontro con il re d'Inghilterra. Nonostante temesse che il viaggio avrebbe compromesso le proprie finanze, Timberlake accettò. Nel maggio 1762 Timberlake, Sumter e tre capi Cherokee tra cui Ostenaco partirono diretti a Londra.
Giunti all'inizio di giugno, i Cherokee divennero subito un'attrazione, richiamando folle in tutta la città. Il poeta Oliver Goldsmith attese tre ore per poter incontrare i Cherokee, ed offrì regali ad Ostenaco. Si fecero ritrarre da Joshua Reynolds, ed incontrarono personalmente re Giorgio III. I Cherokee tornarono in America del Nord col sergente Sumter attorno al 25 agosto 1762.

## Arrivo in Carolina del Sud

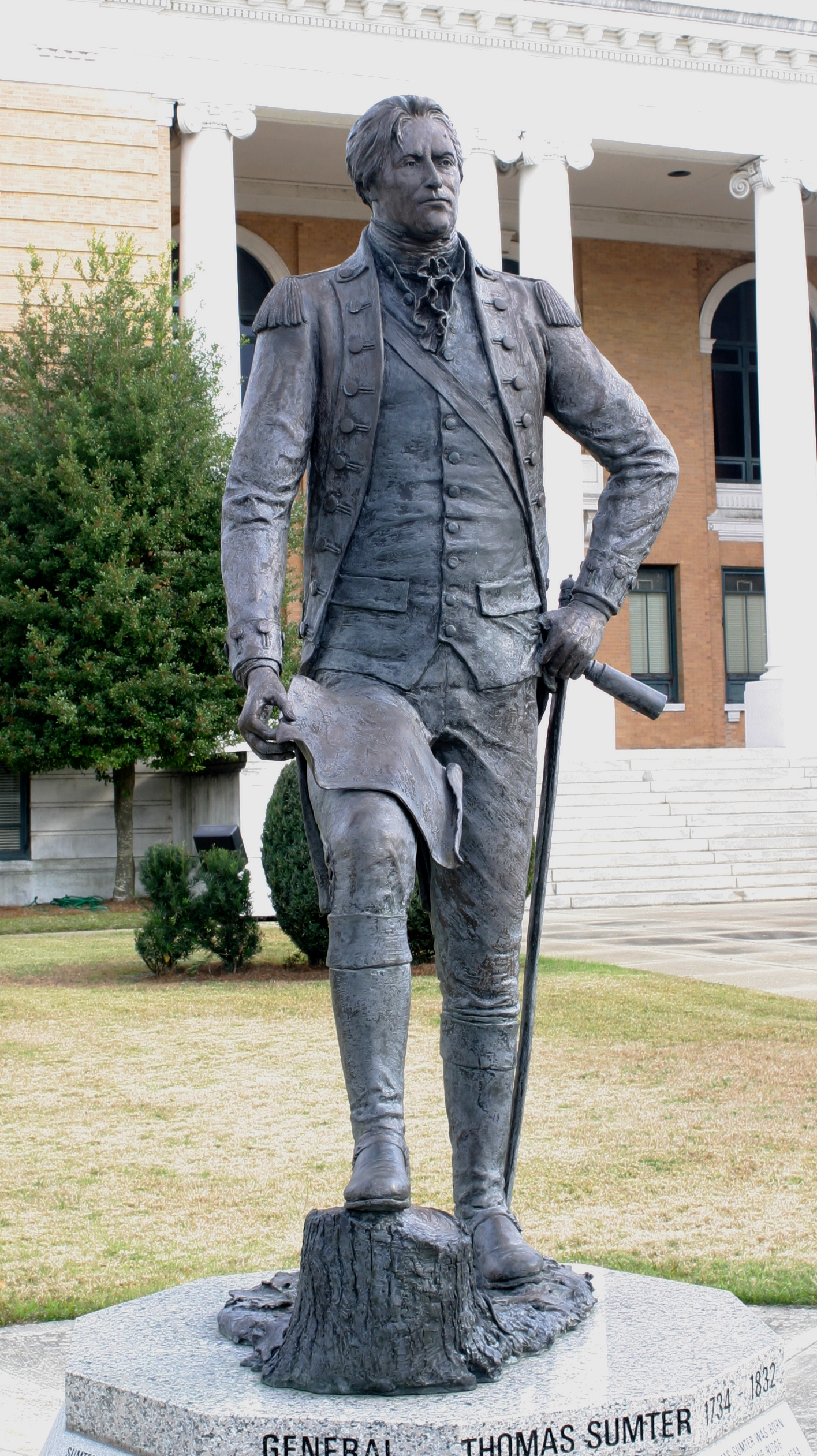
Statua di Thomas Sumter presso il tribunale di Sumter, in Carolina del Sud

Al ritorno nelle colonie Sumter si ritirò in Carolina del Sud per problemi finanziari. Chiese alla colonia il rimborso per le spese del viaggio, ma gli fu negato. Fu imprigionato in Virginia per i debiti contratti. Quando il suo amico ed ex soldato Joseph Martin giunse a Staunton, chiese di passare la notte in cella con Sumter. Martin diede a Sumter 10 ghinee ed un tomahawk. Sumter usò i soldi per pagarsi l'uscita di galera nel 1766. Quando Martin e Sumter si rincontrarono 30 anni dopo, Sumter ripagò il debito.
Sumter si insediò a Stateburg nelle High Hills of Santee del distretto di Claremont (poi rinominato Sumter). Sposò Mary Jameson nel 1767 ed aprirono numerose attività diventando latifondisti di successo. A causa della ricchezza e del rispetto della comunità, fu in grado di formare una milizia locale.

## Guerra d'indipendenza americana

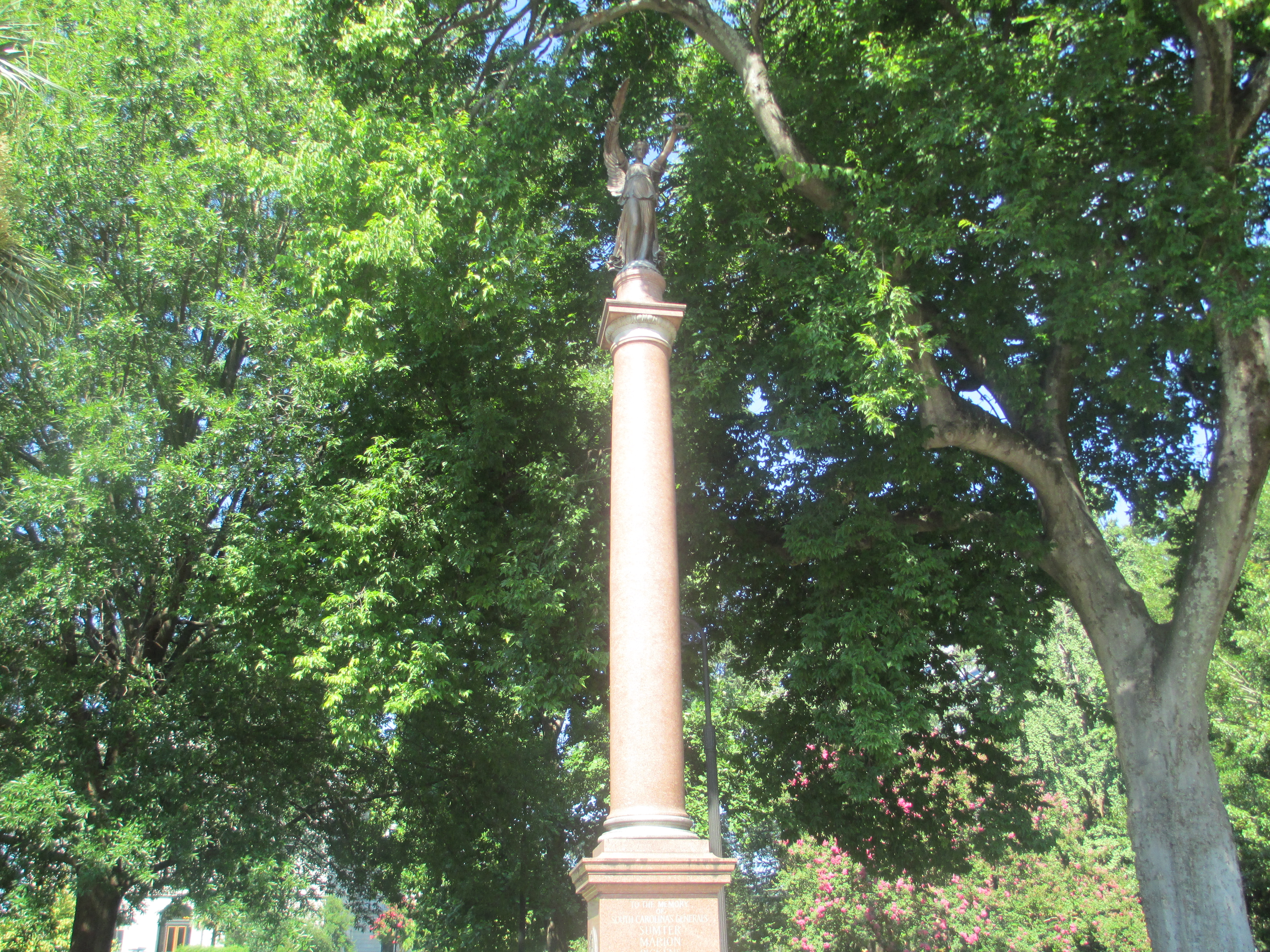
Sumter condivide un monumento, eretto nel 1913 a Columbia, con due generali della guerra d'indipendenza, Francis Marion e Andrew Pickens

Nel febbraio 1776 Sumter fu nominato tenente colonnello del 2º reggimento della South Carolina Line di cui poi divenne il colonnello. In seguito divenne generale di brigata, incarico che ricoprì fino alla fine della guerra. Partecipò a numerose battaglie nei primi mesi della guerra, compresa la campagna per evitare un'invasione della Georgia. Forse il suo più grande successo militare fu la campagna che contribuì alla decisione di Lord Cornwallis di lasciare la Carolina per la Virginia.
Sumter prese il soprannome di "Carolina Gamecock" durante la guerra d'indipendenza per la ferocia in battaglia. Un generale britannico disse che Sumter "combatte come un gamecock" (gallo da combattimento).

## Dopo la guerra
Dopo l'indipendenza Sumter fu eletto alla Camera dei rappresentanti dal 4 marzo 1789 al 4 marzo 1793 e dal 4 marzo 1797 al 15 dicembre 1801. Fu in seguito scelto dalla legislatura per riempire il posto lasciato libero dal senatore Charles Pinckney. Sumter rimase al Senato fino alle dimissioni avvenute il 16 dicembre 1810.
Sumter morì il 1º giugno 1832 a South Mount, la sua piantagione nei pressi di Stateburg, all'età di 97 anni.

## Retaggio

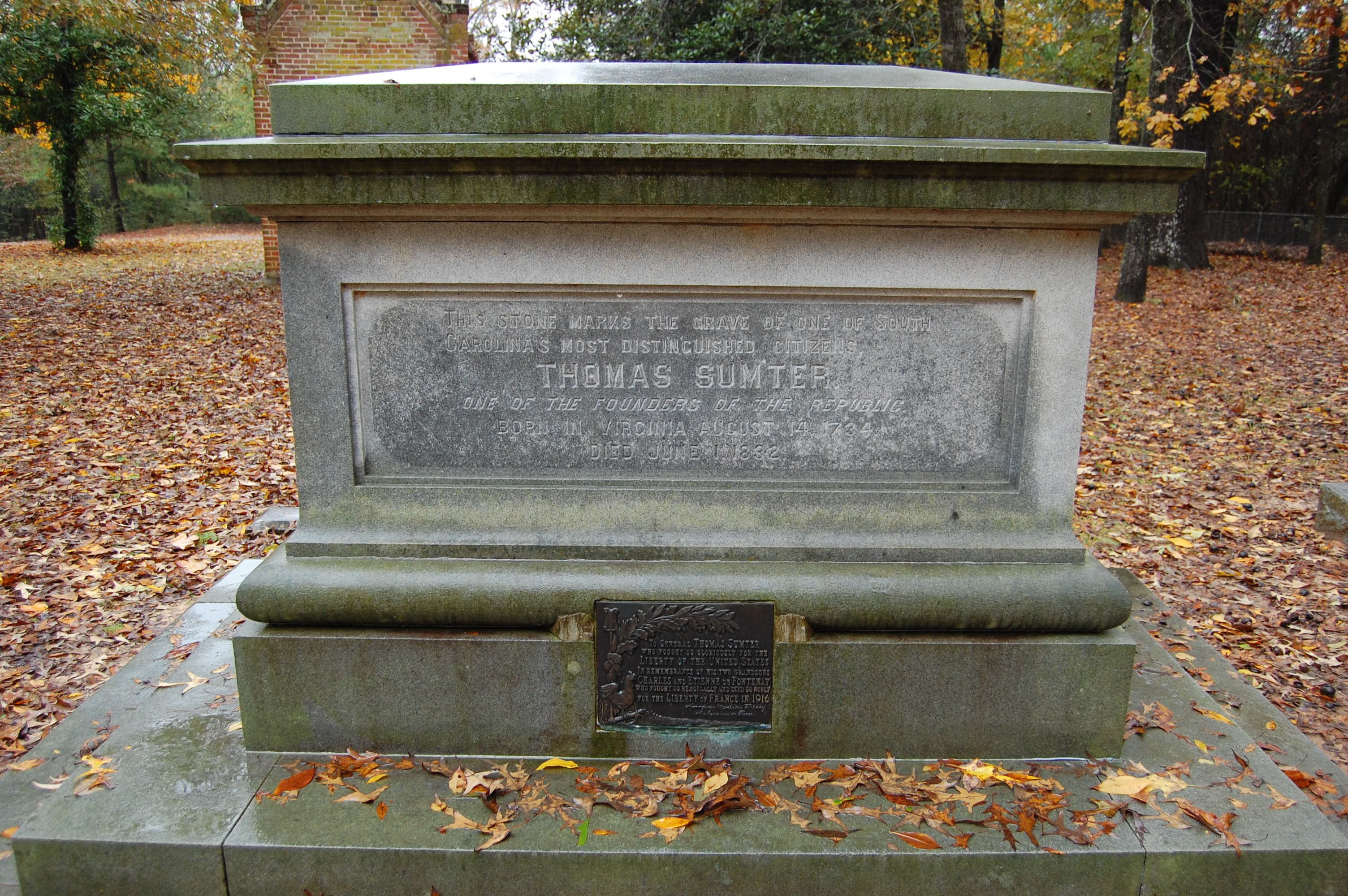
Luogo di sepoltura di Thomas Sumter

La città di Sumter (Carolina del Sud) ha eretto un memoriale in suo ricordo. Questa città, e le omonime contee in Carolina del Sud, Florida e Georgia prendono da lui il nome. La città di Sumter in Carolina del Sud è soprannominata "The Gamecock City" dal suo soprannome. "Gamecock" è uno dei soprannomi tradizionali dei nativi della Carolina del Sud. Il soprannome ufficiale della University of South Carolina è "Fighting Gamecocks". Dal 1903 le sue squadre sono note semplicemente come "Gamecocks".
Fort Sumter nel porto di Charleston ha preso il nome da Sumter dopo la guerra anglo-americana. La fortezza è nota per essere il punto in cui furono sparati i primi colpi della guerra di secessione americana, durante la battaglia di Fort Sumter.